# Arthur Fiedler
Pour les articles homonymes, voir Fiedler.
Arthur Fiedler est un chef d'orchestre américain, né le 17 décembre 1894 à Boston (Massachusetts) et mort le 10 juillet 1979 à Brookline (Massachusetts)

## Biographie
Longtemps chef du Boston Pops Orchestra, orchestre symphonique américain de Nouvelle-Angleterre plus spécialisé dans le divertissement populaire que dans les « beaux-arts ». Mariant à la fois la technique musicale et des qualités d'homme de spectacle, il parvint à faire du « Pops » un orchestre très populaire aux États-Unis. Certains ont critiqué un supposé nivellement de la musique par le bas, notamment en raison de ses adaptations de chansons populaires ou de morceaux du répertoire classique, mais Fiedler maintint contre vents et marées des concerts dépourvus de cérémonie dans le but d'atteindre un public plus large que l'auditoire habituel de la musique classique, que les gens des classes populaires, souvent « intimidés », qualifient aisément de « grande musique ».
Son père, d'origine autrichienne, était violoniste dans le Boston Symphony Orchestra, tandis que sa mère était elle-même pianiste et musicienne. Il grandit à Boston jusqu'à ce que son père prenne sa retraite et choisisse de retourner en Autriche. Il l'y suivit quelques années pour y étudier et travailler, jusqu'au déclenchement de la Première Guerre mondiale, où il choisit de repartir à Boston. En 1909, son père l'avait conduit à Berlin pour y prendre des cours de violon auprès de Willy Hess, aussi, lorsqu'il fut à son tour engagé en 1915 par le Boston Symphony Orchestra, sous la direction de Karl Muck, ce fut naturellement en tant que violoniste. Toutefois, il jouait également, en dehors de l'orchestre, du piano, de l'orgue et des percussions.
En 1924, avec d'autres membres du Boston Symphony Orchestra, il créa un orchestre de musique de chambre, le Boston Sinfonietta, avec lequel il entama une série de concerts en dehors de ses fonctions au BSO.
En 1930, il fut engagé comme chef d'orchestre du Boston Pops Orchestra, dont il garda la direction musicale pendant près d'un demi-siècle. Sous la direction de Fiedler, le « Pops » aurait réalisé plus d'enregistrements que n'importe quel orchestre dans le monde, vendant plus de 50 millions de disques et cassettes. Par ailleurs, Fiedler collabora durant 26 saisons avec le San Francisco Pops Orchestra, et dirigea occasionnellement d'autres orchestres à travers le monde.